# لیندا لوساردی
لیندا فرانسیس الید لوساردی (زاده ۱۸ سپتامبر ۱۹۵۸) بازیگر انگلیسی، مجری تلویزیون و مدل سابق است.
لوساردی در وود گرین، لندن، از لیلیان (با نام خانوادگی گلسمن؛ ۱۹۳۲–۲۰۲۳) و نلو لوساردی (۱۹۳۰–۲۰۱۷) به دنیا آمد. مادرش در ادمونتون، میدلسکس و پدرش در هاکنی، شرق لندن، از والدین ایتالیایی به دنیا آمد. لوساردی در پالمرز گرین بزرگ شد. در سال ۱۹۷۶، در سن ۱۸ سالگی، او شروع به عکس گرفتن به عنوان یک دختر در د سان کرد و تا سال ۱۹۸۸ در آنجا ظاهر شد. او برهنه در مجلات مردانه میفر در فوریه ۱۹۷۷ و فیستا در نوامبر ۱۹۷۷ ظاهر شد 